# 于爾基·卡泰寧
于爾基·塔帕尼·卡泰寧（芬蘭語：Jyrki Tapani Katainen，1971年10月14日—），芬兰政治人物，曾任芬兰总理（2011年—2014年），2014至2019年担任欧盟委员会副主席。

## 政治生涯
1993年成为家乡锡林耶尔维市政委员会成员。
1999年被选为代表北薩沃尼亞區的国会议员。自从2001年开始担任芬兰民族联合党副主席，2004年成为该党主席。
2003年3月，他当选欧洲人民党副主席，开始了为期三年的任期。
在2007年芬兰议会选举中，他领导的联合党成为仅次于社会民主党的第二大党。他在联合党、中间党、綠色聯盟和瑞典族人民党组建的聯合政府内阁中担任财政部长和副总理。
2008年11月，《金融时报》将他评为欧洲最佳财政部长。
2011年芬蘭議會選舉，联合党首次成为自1918年芬兰独立以来的国会第一大党。后来他当选芬兰总理，领导的聯合政府由六个党派(联合党、社会民主党、左翼阵线、綠色聯盟、瑞典族人民党和基督教民主党)组成，于6月22日正式任职。兩年后聯合政府中兩個左派政黨左翼阵线、綠色聯盟宣布退出聯合政府，使聯合政府僅維持微弱多數。
2014年4月5日，卡泰宁在记者会上表示，他将不会在6月举行的联合党大会上争取党魁连任，意即他将不再担任总理。而在任期满后他准备参加竞选欧盟委員會最高领导职务，他其后任歐盟委員會副主席及商務部長。

## 个人生活
他妻子是梅尔维·卡泰宁（Mervi Katainen），两人有2个孩子。
除了芬兰语外，他还能讲英语和瑞典语。